# 太和 (成汉)
太和（344年-346年九月）是十六国时期成汉政权汉末主李势的第一个年号，共计3年。
太和三年十月改元嘉宁元年。
《华阳国志》作343年改元，《资治通鉴》作344年改元。

## 纪年
| 太和 | 元年  | 二年  | 三年  |
| ---- | ----- | ----- | ----- |
| 公元 | 344年 | 345年 | 346年 |
| 干支 | 甲辰  | 乙巳  | 丙午  |

## 参看
- 中国年号索引
- 其他时期使用的太和年号
- 同期存在的其他政权年号
  - 永和（345年-356年）：东晋皇帝晉穆帝司馬聃的年号
  - 建兴：前凉政权年号
  - 建武（335年-348年）：后赵政权石虎年号
  - 建国（338年十一月-376年）：代政权拓跋什翼犍年号